# Кузнецов, Владимир Маркович
Кузнецов Владимир Маркович (30 марта 1939, Фролово, Сталинградская область — 14 сентября 2018) — начальник отделения — главный конструктор зенитных управляемых ракет КБ приборостроения, лауреат Ленинской премии.

## Биография
Родился в 1939 году в городе Фролово Сталинградской области.
После окончания факультета летательных аппаратов Казанского авиационного института работает в ЦКБ-14 (ныне КБ приборостроения, г. Тула): инженер, начальник сектора, с 1970 года — начальник отдела, с 1986 года — начальник отделения — главный конструктор зенитных управляемых ракет.
Осуществлял организационно-техническое руководство разработкой и сдачей на вооружение зенитных-управляемых ракет для зенитного ракетно-пушечного комплекса «Тунгуска» и для зенитного комплекса противоракетной обороны кораблей «Каштан».
Награждён орденом Дружбы народов.

## Награды
- Орден Дружбы народов